# 逆变换采样

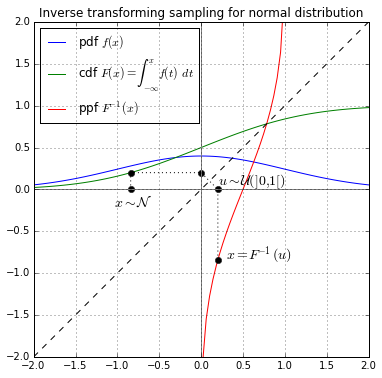
正态分布的逆变换采样

逆变换采样（英語：inverse transform sampling），又称为逆万流齐一或逆萬流歸宗（inversion sampling）、逆概率积分变换（inverse probability integral transform）、逆变换法（inverse transformation method）、斯米尔诺夫变换（Smirnov transform）、黄金法则（golden rule）等，是伪随机数采样的一种基本方法。在已知任意概率分布的累积分布函数时，可用于从该分布中生成随机样本。
假设{\displaystyle X}为一个连续随机变量，其累积分布函数为{\displaystyle F_{X}}。此时，随机变量{\displaystyle Y=F_{X}(X)}服从区间[0, 1]上的均匀分布。逆变换采样即是将该过程反过来进行：首先对于随机变量{\displaystyle Y}，我们从0至1中随机均匀抽取一个数{\displaystyle u}。之后，由于随机变量{\displaystyle F_{X}^{-1}(Y)}与{\displaystyle X}有着相同的分布，{\displaystyle x=F_{X}^{-1}(u)}即可看作是从分布{\displaystyle F_{X}}中生成的随机样本。

## 示例
假设有一个累积分布函数
{\displaystyle {\begin{aligned}F(x)=1-\exp(-{\sqrt {x}}),\end{aligned}}}
我们要从该分布中生成随机样本。{\displaystyle F(x)}的反函数为：
{\displaystyle {\begin{aligned}F(F^{-1}(u))&=u\\1-\exp \left(-{\sqrt {F^{-1}(u)}}\right)&=u\\F^{-1}(u)&=(-\log(1-u))^{2}\\&=(\log(1-u))^{2}.\end{aligned}}}
于是，我们先从0至1中随机均匀抽取{\displaystyle u}，然后计算{\displaystyle F^{-1}(u)=(\log(1-u))^{2}}以得到我们需要的样本。